# لیل اوراسیایی

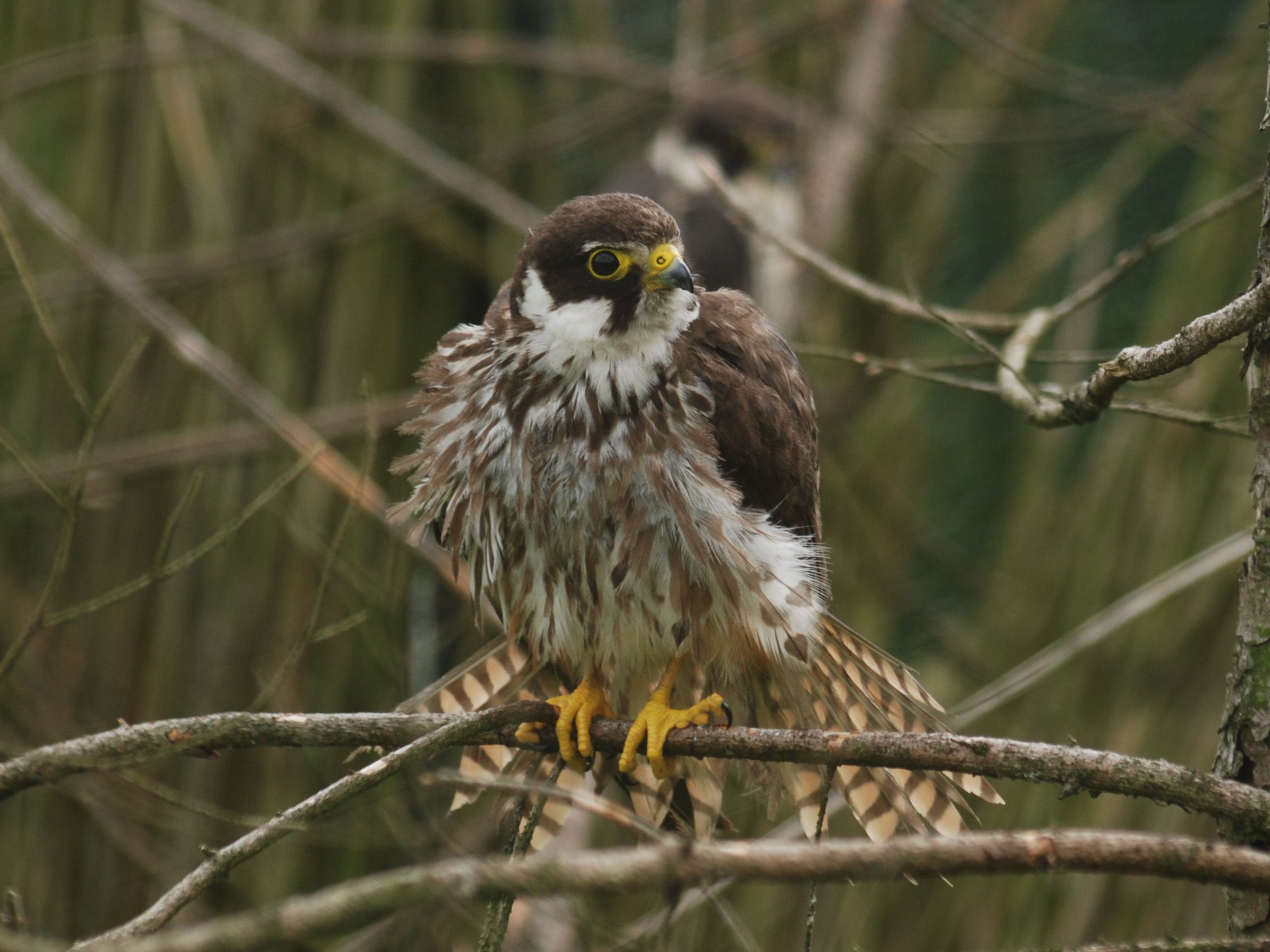
لیل

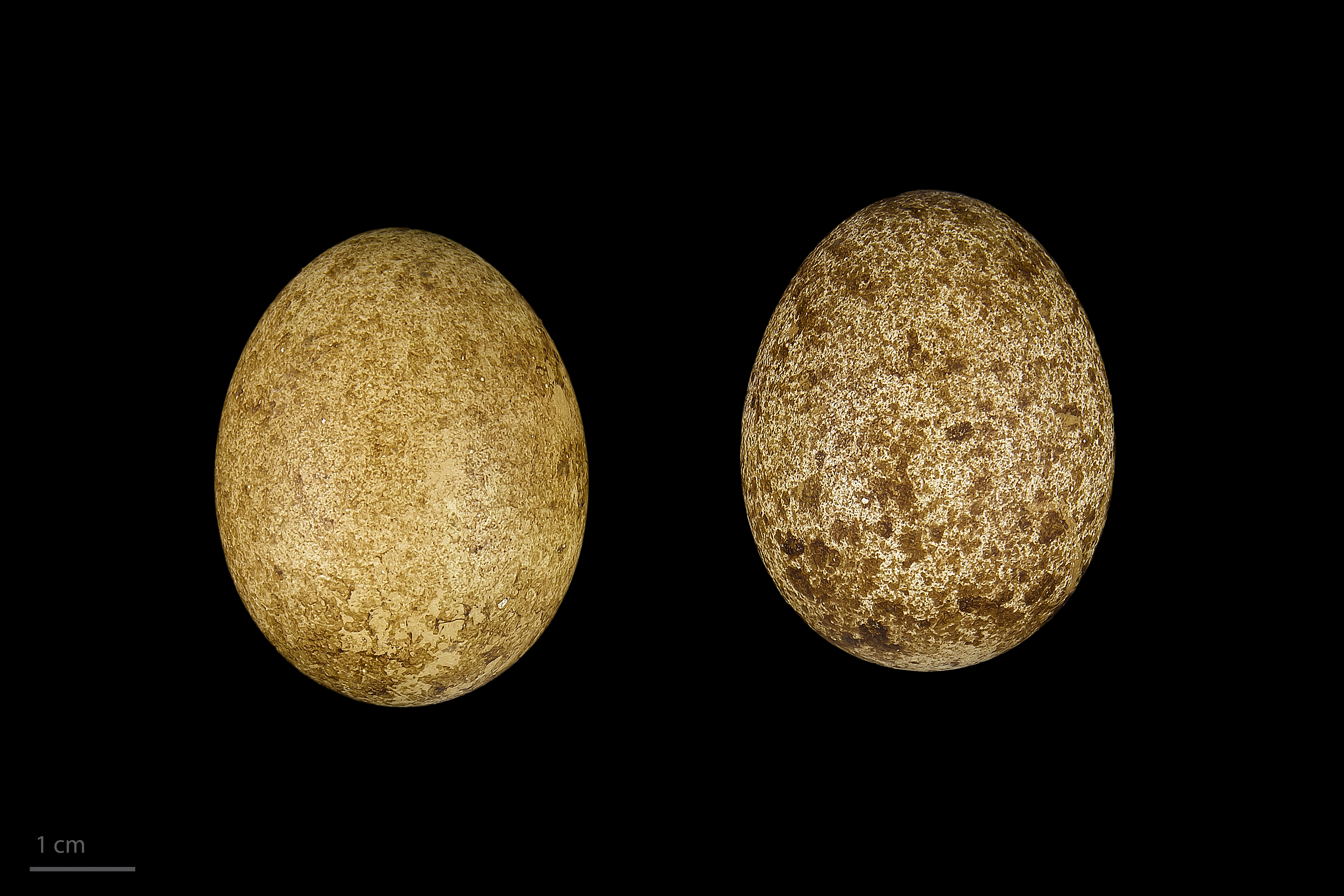
Falco subbuteo

لیل اوراسیایی (نام علمی: Falco subbuteo) یک پرنده شکاری از خانواده شاهینان است.
لیل، شاهینی کوچک و لاغر به طول ۲۹ تا ۳۶ سانتیمتر، فاصلهٔ دو سر بال ۷۴ تا ۸۴ سانتیمتر و وزن ۱۷۵ تا ۲۸۵ گرم است. لیل هوازی‌ترین شاهین‌هاست، به‌طوری‌که حتی حشرات بزرگی چون سنجاقک را بعد از شکار و در حال پرواز می‌خورد. لیل مهارت خاصی در شکار پرستو و حتی بادخورک دارد و چلچله‌های خانگی صدای هشدار خاصی برای اعلام حضور لیل به همنوعان خود دارند. خفاش‌های کوچک و دیگر پرندگان کوچک همچون پیپت‌ها و چکاوک‌ها از دیگر شکارهای لیل هستند. این پرنده بیشتر در سحرگاه و شامگاه فعال است.